# 講經
講經於官職名稱上，為中國古代文官官職。在清朝之位階為正八品。講經一職通常配置於僧錄司，屬佛教宗教事宜的基層官員，其上有闡教，其下設有覺義。1910年代，清朝滅亡後，該官職廢除。
「講經」潮語出處於香港Youtuber「慕容公子」於直播時創下的潮語之一，後來被廣泛流傳。
潮語意思
「講經」形容一個人說話很多，好像讀經文般長篇大論。「講經咩」的意思為「咁L多野講」。
例句
講經咩，咁L多野講！